# Bandchronograf

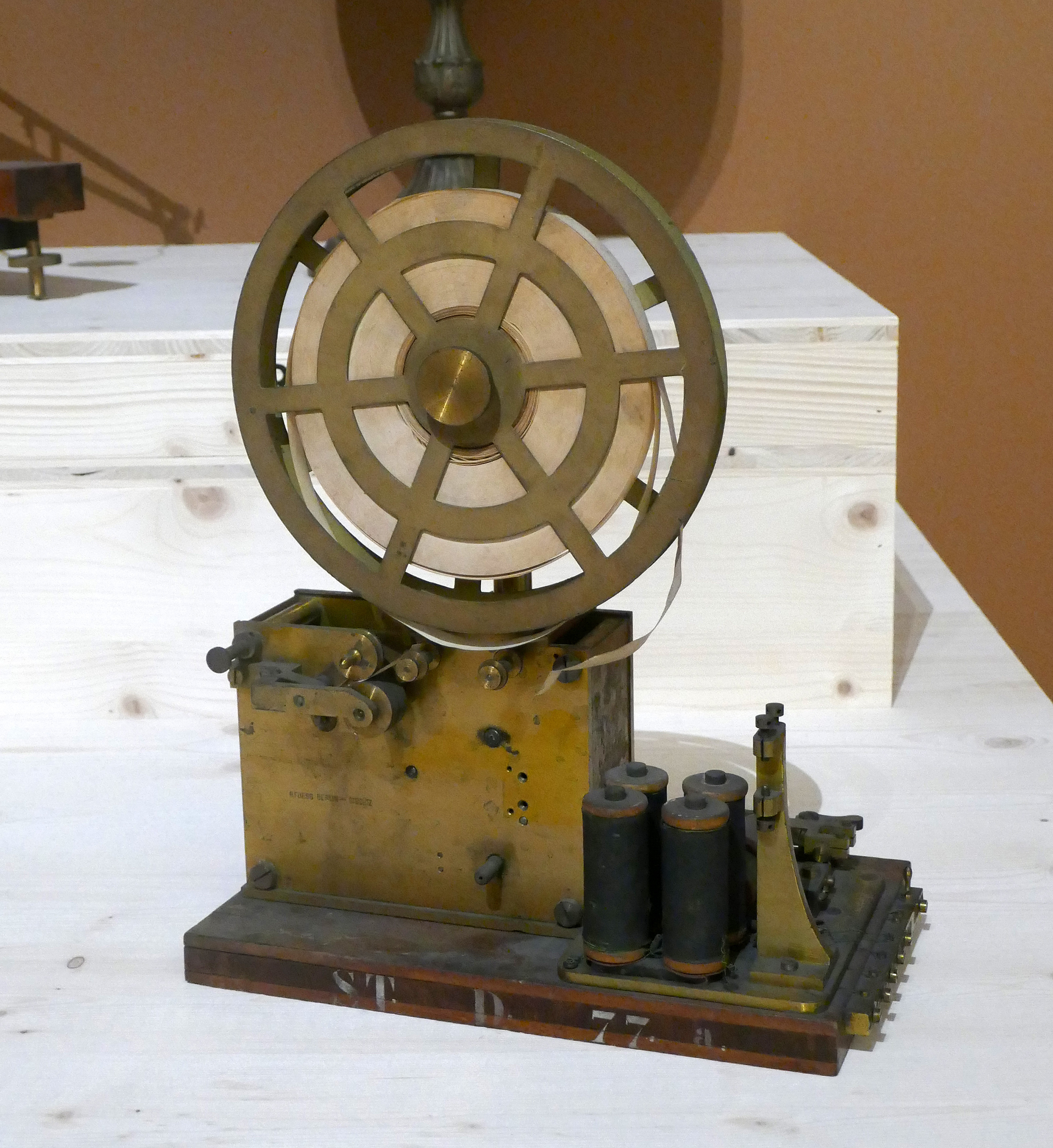
Bandchronograf (Rudolf Fuess)

Der Bandchronograf oder Schreibchronograph ist ein traditionelles astronomisches Gerät zur genauen analogen Zeitregistrierung auf Sternwarten und für präzise Längenbestimmungen. Vereinzelt wird er auch als Zeitschreiber oder Intervall-Registriergerät bezeichnet.
Das namensgebende, etwa einen Zentimeter breite Papierband wird von einem sehr gleichmäßigen Laufwerk angetrieben und bewegt sich mit einigen cm/s an zwei Schreibstiften vorbei, die durch elektrische Kontakte Zeitmarken setzen (ähnlich der Konstruktion eines Morsegerätes). Einer der Schreibstifte zeichnet die Sekundenkontakte einer astronomischen Uhr, eines Marinechronometers oder eines Zeitzeichensenders auf, der andere wird vom Beobachter am Fernrohr oder von einem halbautomatischen Registriermikrometer betätigt. Durch Ausmessen der Abstände mit einem speziellen Glasmaßstab kann jede registrierte Zeit auf 0,01 Sekunden genau ermittelt werden.
Einen Vorläufer des Apparates setzte Johann Georg Repsold ab 1828 ein. Ab 1848 benutzten die US-amerikanischen Astronomen William Cranch Bond und Sears Cook Walker (1805–1853) eine Kombination von Pendeluhr mit elektrischem Morseapparat als Registrierapparat bei der Vermessung der Ostküste.
Die Verbreitung des Apparats geht auf den Uhrmacher Matthäus Hipp (1813–1893) zurück, der ihn 1866 gemeinsam mit Frédéric-William Dubois (1811–1869) für astronomische Zeitmessungen entwickelte und allgemein als sein Erfinder angesehen wird. Der Hipp’sche Schreibchronograph hatte Federantrieb mit Sirenenhemmung, wurde mit Tinte betrieben und fand weltweite Verbreitung. Pro Stunde Messung waren einige Papierrollen erforderlich.
Da bei längeren Pausen die Tinte eintrocknen kann, wurden auch Geräte entwickelt, wo Stahlspitzen dünne Löcher in das Papier stanzten. Zur Mitte des 20. Jahrhunderts ging man auf Wachspapierstreifen über, in welche die Zeitmarken geritzt wurden. Solche Geräte wurden bis etwa 1970 von den Firmen FAVAG und Wetzer hergestellt, aber dann durch Druckchronografen ersetzt, wodurch sich die langwierige Ausmessung der Streifen erübrigte. Seit den 1980er-Jahren überwiegt die digitale Zeitregistrierung.